# Peripleura scabra
Peripleura scabra là một loài thực vật có hoa trong họ Cúc. Loài này được (DC.) G.L.Nesom mô tả khoa học đầu tiên năm 1994.